# Benjamin Kennicott

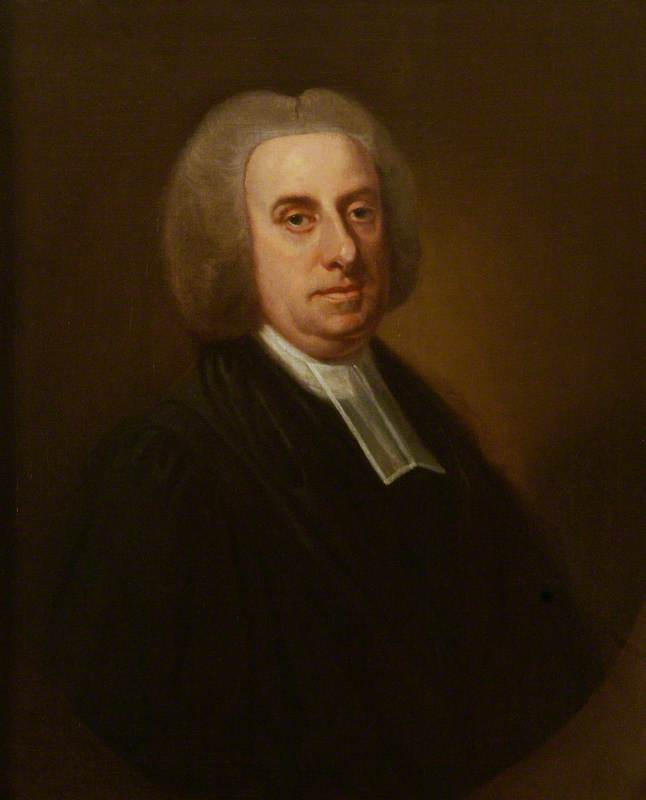
Benjamin Kennicott

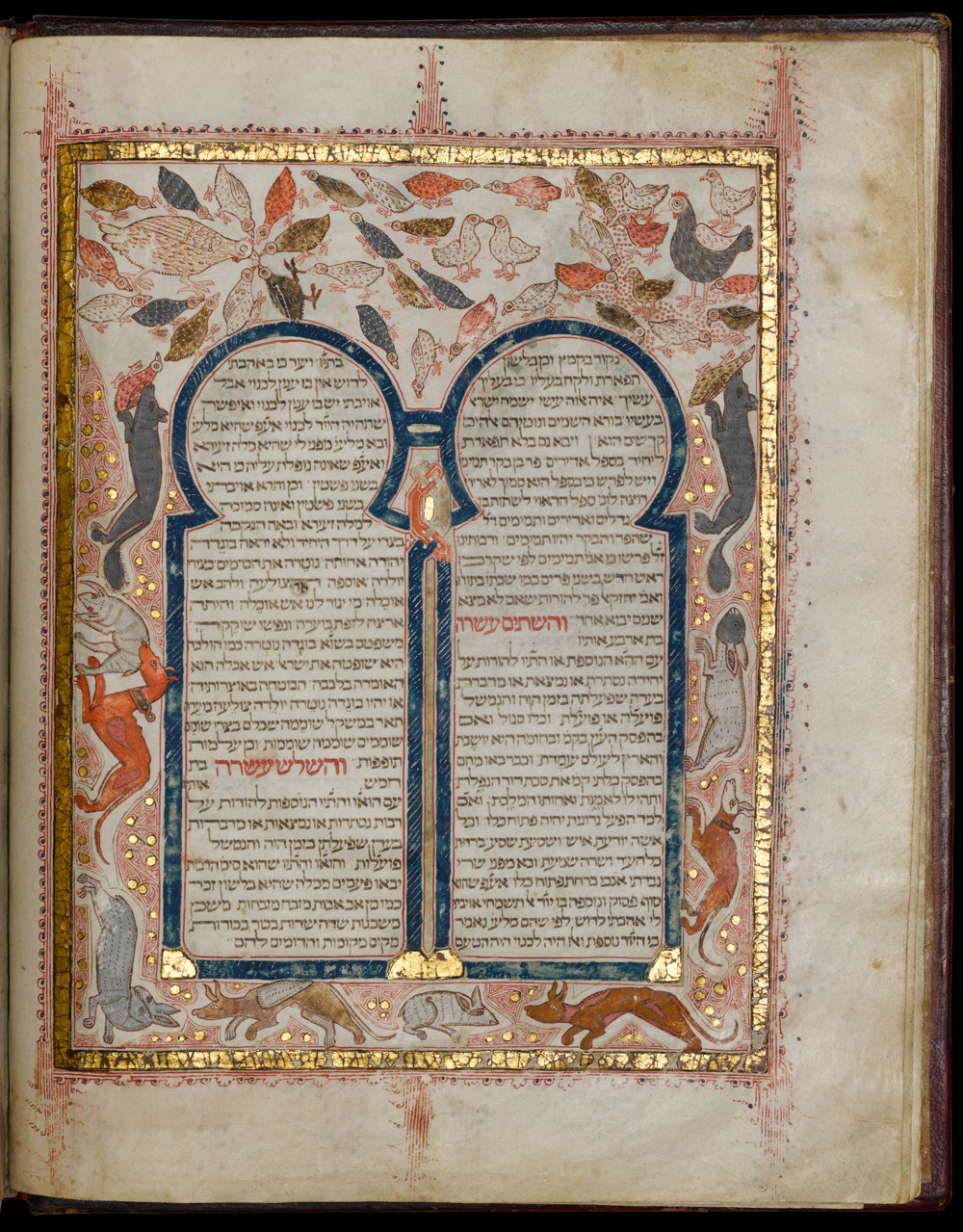
Kennicott-Bibel fol. 7b, 1476 (Bodleian Library)

Benjamin Kennicott (* 4. April 1718 in Totnes; † 18. September 1783 in Oxford) war ein Geistlicher der Church of England, Bibliothekar und Philologe.

## Leben
Benjamin Kennicott war der Sohn des Barbiers und städtischen Angestellten Benjamin Kennicott und der Elizabeth geb. Sage. Ein Stipendium ermöglichte ihm sieben Jahre den Besuch des Gymnasiums von Totnes. Danach trat er seine erste Stelle als Rektor der städtischen Armenschule an und machte durch einige Gedichte auf sich aufmerksam. Wohlhabende Förderer finanzierten sein Studium an der Universität Oxford; am 6. März 1744 immatrikulierte er sich am Wadham College. Ohne Prüfung wurde ihm am 20. Juni 1747 der Grad des Bachelor zuerkannt, der ihm ermöglichte, als Fellow des Exeter College gewählt zu werden. Dieser Körperschaft gehörte er von 1747 bis 1771 an. Seine folgenden Abschlüsse waren: Master am 4. Mai 1750, Bachelor der Theologie am 6. Dezember 1761 und Doktor der Theologie am 10. Dezember 1761. Da er von Angehörigen der Whig-Partei protegiert wurde, bestimmte dies seine politische Orientierung.
Kennicott hatte bei dem Oxforder Arabisten und Hebraisten Thomas Hunt Hebräisch gelernt und beherrschte außerdem Syrisch, Griechisch und Lateinisch. Mit der Textkritik der Hebräischen Bibel, die später seine Lebensaufgabe wurde, kam er erstmals 1751 in Berührung, als er hebräische Manuskripte im Britischen Museum und in den Bibliotheken von Oxford und Cambridge verglich. Der damalige Bischof von Oxford und spätere Erzbischof von Canterbury, Thomas Secker, beauftragte Kennicott 1758 mit einer groß angelegten Kollation früher hebräischer Bibelmanuskripte; Secker verfolgte als Erzbischof eine Zeitlang Pläne einer Revision der King-James-Bibel, und Kennicotts Kollationen waren Vorarbeiten hierzu. 1753 und 1759 veröffentlichte Kennicott zwei Abhandlungen über die Qualität der hebräischen Bibeldrucke und beschrieb die Notwendigkeit, die Lesarten der frühesten und besten Manuskripte zu vergleichen.
Nach seiner Ordination 1753 trat Kennicott die Pfarrstelle Culham (Oxfordshire) an, die er bis 1783 innehatte. 1766 wurde er Kaplan des Bischofs von Oxford, Robert Lowth. Dieser förderte Kennicotts Arbeit. Von 1767 bis zu seinem Tod war er Bibliothekar der Radcliffe Library in Oxford.
1770 wurde Benjamin Kennicott Kanoniker von Westminster Abbey, aber noch im gleichen Jahr wurde er als Chorherr der Christ Church in Oxford eingeführt. 1771 heiratete er Ann Chamberlayne und erhielt als Fellow des Exeter College eine zusätzliche Pfründe in Menheniot (Cornwall), die er 1781 wieder aufgab, da er in diesem Kirchspiel nicht präsent sein konnte. Ann Kennicott lernte nach der Heirat Hebräisch und beherrschte die Sprache so gut, dass sie eine wichtige Mitarbeiterin bei der Kollation der Bibel wurde.
Kennicott war Mitglied verschiedener gelehrter Gesellschaften. Seit 1764 war er Fellow der Royal Society in London, später auch der Akademie der Wissenschaften zu Göttingen, der Kurpfälzischen Akademie der Wissenschaften und der Académie des inscriptions et belles-lettres.
In seinen letzten Lebensjahren war Kennicott durch die Gicht stark eingeschränkt. Er starb 1783 und wurde in der Christ Church Cathedral beigesetzt. Ann Kennicott, die Witwe, lebte bis 1831. Sie war in die Theologen- und Gelehrtenkreise von Oxford gut integriert und unter anderem mit Bischof Beilby Porteus und seiner Frau befreundet. Später war sie als Abolitionistin bekannt und engagierte sich für die Bibelverbreitung. Sie gründete zwei Stiftungen in Oxford zur Erinnerung an ihren Mann und zur Förderung des Hebräischstudiums.

## Werk
Benjamin Kennicott veröffentlichte 1776 und 1780 eine zweibändige Ausgabe der Hebräischen Bibel mit umfangreichem textkritischem Apparat, für die in ganz West- und Mitteleuropa mittelalterliche Manuskripte des Tanach ausgewertet wurden. Eine solche organisierte Suche nach alten hebräischen Manuskripten hatte es bis dahin noch nicht gegeben. Kennicott warb mit dem Argument, dass das Ergebnis umso besser wäre, je mehr Handschriften kollationiert würden. Aus britischen und irischen Bibliotheken wurden ihm Manuskripte nach Oxford gesandt, teils von Kennicott mit den eingeworbenen Geldern angekauft. Einige ausländische Bibliotheken sandten ihre Bücher ebenfalls nach Oxford. Die meisten wurden aber nahe ihrem Aufbewahrungsort kollationiert, denn Kennicott organisierte ein europäisches Netz von Gelehrten, die in Rom, Mailand, Florenz, Turin, Paris, Hamburg, Berlin usw. die Handschriften auswerteten und mit den von Kennicott eingeworbenen Geldern bezahlt wurden. Dabei wurde er von britischen Botschaftern, Adligen und Geistlichen unterstützt, die für sein Projekt warben, teils auch als Kuriere mit Manuskripten unterwegs waren. Auch im Ausland gab es ranghohe Förderer des Kollationsprojekts: die Kardinäle Domenico Silvio Passionei, Alessandro Albani und Giuseppe Spinelli, der dänische König, der König von Sardinien Karl Emanuel III., der Prinz von Oranien und der Graf von Nivernais. Letzterer war französischer Gesandter in London gewesen und machte Kennicott die Manuskripte in Paris zugänglich. 1763 konnte Kennicott seinen Subskribenten mitteilen, dass ihm nun 460 hebräische Bibeln bekannt seien, davon rund drei Viertel im Ausland. Ein wichtiger Mitarbeiter war Paul Jakob Bruns aus Lübeck, der zum Beispiel in Karlsruhe in der Bibliothek des Markgrafen von Baden-Durlach arbeitete. Bruns reiste als eine Art Botschafter Kennicotts drei Jahre lang von Bibliothek zu Bibliothek durch Europa.
Dank der Unterstützung des dänischen Königs konnte Kennicott einige ägyptische Manuskripte nutzen und recherchierte auch im Vorderen Orient. Er erfuhr von einem überaus alten Bibelkodex in Aleppo, der von der dortigen jüdischen Gemeinde sehr verehrt wurde, konnte ihn aber zu seinem Bedauern nicht für sein Projekt nutzen. Bei dem von Kennicott Halebi genannten Manuskript handelt es sich um den Aleppo Codex. In Europa war Wien der östlichste Punkt seines Netzwerks; warum Russland nicht in die Recherche mit einbezogen wurde, ist unbekannt. Die politischen Rahmenbedingungen wären in der Regierungszeit Katharinas der Großen jedenfalls günstig gewesen.
Auch einige frühe Bibeldrucke wurden kollationiert, darunter das in Berlin aufbewahrte Handexemplar Martin Luthers.
Es wurde ausschließlich der hebräische Konsonantentext kollationiert. Als Grundlage diente die 1705 von Everard van der Hooght in Amsterdam gedruckte Bibel; jede Abweichung von ihrem Konsonantenbestand wurde erfasst. Dies geschah auf eine akribische, rein mechanische Weise, die Objektivität herstellen sollte. Van der Hooghts Text war nach Kennicotts Maßstäben von schlechter Qualität, da ihm späte Handschriften zugrunde lagen; warum er dann aber alles auf diesen Text abstellte und nicht unter den ihm vorliegenden hebräischen Bibeln des Mittelalters eine auswählte, ist unbekannt.
Das Misstrauen gegen die Masoreten, das ihn schon veranlasst hatte, im Gegensatz zu van der Hooghts Druck die Vokalisierung fortzulassen, steht wahrscheinlich auch hinter Kennicotts Hochschätzung des Samaritanischen Pentateuch. So vertrat er die Ansicht, dass in Dtn 27,4  Garizim statt Ebal die richtige Lesung sei, ohne eines der Argumente zur Verfügung zu haben, die heute dafür genannt werden.
Zehn jährliche Berichte erschienen, die 1770 gesammelt herausgegeben wurden. Trotz des erheblichen Aufwands blieb der textkritische Ertrag hinter den Erwartungen zurück, vor allem gemessen an der Londoner Polyglotte (1655–1657). Im Bereich der Anglikanischen Kirche erregte Kennicotts Projekt bei einigen Theologen (Fowler Comings, Julius Bate) Misstrauen, weil sie darin eine Infragestellung des traditionellen Textes der King-James-Bibel und daher eine Förderung des Unglaubens sahen – so sehr Kennicott das auch von sich wies. Thomas Rutherford, Theologieprofessor in Cambridge, verteidigte dagegen das Kollationsprojekt, kritisierte allerdings die Durchführung. In Paris erschien 1771 die Streitschrift eines anonymen Abbé, der die Kollation einer scharfen Kritik unterzog. Die gleichfalls anonyme Replik (1772) wurde wahrscheinlich von Ignatius Adophus Dumay verfasst. Dieser war jüdischer Abstammung, zum Christentum konvertiert und einer der wichtigsten Kollatoren des Projekts. Johann David Michaelis (Bibliotheca orientalis, Band 11) kritisierte, dass Kennicott die Vokalisierung der Masoreten pauschal entwertet hatte und dass bei der Kollation immer wieder gegen den textkritischen Grundsatz der Lectio difficilior verstoßen werde.

## Arabische Reise
Auf Anregung des Göttinger Professors Johann David Michaelis entsandte König Friedrich V. von Dänemark eine Gruppe von Gelehrten, darunter Carsten Niebuhr, zu einer Forschungsreise nach Arabien (1761–1767). Der Philologe Frederik Christian von Haven, ein Mitglied dieser Gruppe, hatte den Auftrag, orientalische Manuskripte für die Königliche Bibliothek in Kopenhagen anzukaufen. Sechs alte hebräische Bibelhandschriften kamen auf diese Weise nach Kopenhagen und wurden vom dänischen König für Kennicotts Kollation zur Verfügung gestellt.

## Kennicott-Bibel
Benjamin Kennicotts Name ist bis heute mit einem illuminierten hebräischen Bibelkodex verbunden, den die Radcliffe Library in Oxford auf seine Empfehlung im Juni 1770 erwarb und der sich seit 1872 in der Bodleian Library befindet.
Dem Kolophon zufolge wurde die Bibel von dem Schreiber Moses Ibn Zabarah in La Coruña im Jahr 5236 jüdischer Zeitrechnung (1476 n. Chr.) fertiggestellt; der Auftraggeber war Don Solomon di Braga. Die Miniaturen fertigte Joseph Ibn Hayyim an. Bei der Vertreibung der jüdischen Bevölkerung aus Spanien 1492 gelangte die Bibel wahrscheinlich zunächst nach Portugal und von dort nach Nordafrika. Der schottische Kaufmann Patrick Chalmers erwarb sie auf Gibraltar und bot sie durch Vermittlung von William Maule, 1. Earl Panmure Benjamin Kennicott zum Kauf an.

## Veröffentlichungen (Auswahl)
- The state of the printed Hebrew text of the Old Testament considered. A dissertation in two parts. Oxford 1753 (archive.org)
- Vetus Testamentum Hebraicum: cum variis lectionibus
  - Band 1, Oxford 1776 (archive.org)
  - Band 2, Oxford 1780 (archive.org)